# Branko Prnjat
Branko Prnjat (Херцег Нови, 1932) je bivši redovni profesor Fakulteta političkih nauka u Beogradu.

## Biografija
Branko Prnjat je redovni profesor Fakulteta političkih nauka u Beogradu. Profesor je na predmetima Politička sociologija, Sociologija kulture i kulturna politika. Bio je rukovodilac za poslediplomske i specijalističke studije iz oblasti kulturne politike. Bio je šef Katedre za novinarstvo i političku sociologiju. Na poziv Saveta Fakulteta dramskih umetnosti u Beogradu, dve decenije je izvodio nastavu iz oblasti predmeta Kulturologije i Sociologije kulture i umetnosti na ovom fakultetu i Univerzitetu umetnosti u Beogradu. Osnovao je i utemeljio nastavni predmet i smer Kulturna politika na osnovnim i poslediplomskih studijama na Fakulteta političkih nauka u Beogradu.

## Naučna delatnost
Pored brojnih naučnih članaka, studija i ogleda iz oblasti kulturne politike, objavio je i knjige Kulturna politika i Kulturna politika i kulturni razvoj. Bio je urednik listova i časopisa za pitanja kulture i političke teorije. Njegovi radovi su prevođeni na mnoge svetske jezike.

## Izabrane monografije
- Branko Prnjat, Uvod u kulturnu politiku, Beograd, 2006.
- Branko Prnjat, Kulturna politika i kulturni razvoj, Beograd, 1986.